# Акимов, Михаил Ильич
Михаи́л Ильи́ч Аки́мов (22 ноября 1918 — 20 января 1977) — советский лётчик-штурмовик, участник Великой Отечественной войны, в годы войны — лейтенант, заместитель командира эскадрильи 451-го штурмового авиационного полка (264-й штурмовой авиационной дивизии, 5-го штурмового авиационного корпуса, 5-й воздушной армии, 2-го Украинского фронта), Герой Советского Союза (15.05.1946), подполковник.

## Биография
Михаил Ильич Акимов родился 22 ноября 1918 года в деревне Поляки Сапожковского уезда Рязанской губернии (ныне — Ухоловский район Рязанской области) в семье крестьянина. По национальности русский. В 1934 году закончил Дегтяно-Борковской неполной средней школы. По окончании школы работал делопроизводителем, а позже — секретарем Поляковского сельсовета. В 1938 году поступил в Ухоловском аэроклубе.
В феврале 1940 года был призван в Красную армию Ухоловским райвоенкоматом. Службу проходил в танковой бригаде, затем на авиационной базе. Был направлен на учёбу в школу лётчиков. Учился в Борисовской, а затем в Омской школе военных пилотов Сибирского военного округа. Член ВКП(б) с декабря 1941 года. В октябре 1942 года успешно окончил обучение, освоил самолёт-штурмовик Ил-2.
С августа 1943 года участвовал в боях с захватчиками на Воронежском, 1-м и 2-м Украинском фронтах. Весь боевой путь прошёл в составе на 451-го штурмового авиационного полка 264-й штурмовой авиационной дивизии. К октябрю 1943 года во время боевых действий на Белгородско-Харьковском и Киевском направлениях совершил 29 боевых вылетов, был награждён уже двумя боевым орденами — Красного Знамени и Отечественной войны 1-й степени.
В дальнейшем участвовал в Корсунь-Шевченковской, Каменец-Подольской, Бродской, Львовской операциях, в боях по уничтожению вражеских войск на территории Румынии, Венгрии и за столицу Венгрии город Будапешт. В феврале 1944 года в боевом вылете был ранен в лицо, смог посадить самолет на своем аэродроме. Через три месяца вернулся в свой полк. С декабря 1944 года — заместитель командира, он же штурман эскадрильи.
К февралю 1945 года лейтенант Акимов совершил 145 боевых вылетов на штурмовку и разведку аэродромов, железнодорожных эшелонов, скоплений живой силы и техники противника. Пушечно-пулемётным огнём, бомбами и реактивными снарядами уничтожил 31 танк, 57 автомашин, 3 паровоза и 26 вагонов, подавил огонь 36 орудий полевой и зенитной артиллерии, истребил более 200 вражеских солдат. В воздушном бою в ноябре 1943 года сбил FW-190.
Последний, 183-й боевой вылет, совершил 9 мая 1945 года под городом Брно (Словакия).
Указом Президиума Верховного Совета СССР 15 мая 1946 года за образцовое выполнение заданий командования и проявленные мужество и героизм в боях с немецко-фашистскими захватчиками лейтенанту Акимову Михаилу Ильичу присвоено звание Героя Советского Союза с вручением ордена Ленина и медали «Золотая Звезда» (№ 9042).
После войны остался в армии. В 1947 году окончил Высшие офицерские летно-тактические курсы. Последняя должность в армии — заместитель командира полка по огневой и тактической подготовке 448-го истребительного авиационного полка (Ленинградский военный округ). В июне 1958 года подполковник Акимов уволен в запас.
Жил в городе Ельце Липецкой области. Преподавал в аэроклубе, был инструктором школы ПВО. С 1965 по 1976 годы работал начальником курсов Гражданской обороны города, проводил большую военно-патриотическую работу. Умер 17 января 1977 года в городе Москве.

## Награды
- Медаль «Золотая Звезда» Героя Советского Союза
- Орден Ленина
- Три ордена Красного Знамени
- Орден Александра Невского
- Орден Отечественной войны I степени
- Два ордена Красной Звезды
- Медали

## Память
- Похоронен на главной аллее городского кладбища города Елец.
- В городе Ельце, на доме, где жил Герой, установлена мемориальная доска.